# Ville-devant-Belrain
Ville-devant-Belrain ist eine französische Gemeinde mit 33 Einwohnern (Stand: 1. Januar 2022) im Département Meuse in der Region Grand Est (vor 2016 Lothringen). Sie gehört zum Arrondissement Commercy und zum Gemeindeverband l’Aire à l’Argonne.
Zwischen 1972 und 1987 gehörte Ville-devant-Belrain zusammen mit Belrain, Gimécourt, und Rupt-devant-Saint-Mihiel zur Gemeinde Villotte-sur-Aire.

## Geografie
Ville-devant-Belrain liegt im Barrois südwestlich des Hügellands Hauts de Meuse, etwa auf halbem Weg zwischen den Städten Bar-le-Duc und Saint-Mihiel sowie etwa 35 Kilometer südlich von Verdun. Durch das Gemeindegebiet fließt die Aire. Die bis auf kleine Auwaldreste von weiten Ackerflächen geprägte Gemeinde hat im äußersten Osten mit dem Bois de Haie einen kleinen Anteil am großen Waldgebiet Le Vent des Forêts. Das Dorf Ville-devant-Belrain besteht nur aus wenigen Gebäuden an zwei Straßenzeilen. Umgeben wird Ville-devant-Belrain von den Nachbargemeinden Nicey-sur-Aire im Norden, Rupt-devant-Saint-Mihiel im Osten, Villotte-sur-Aire im Süden sowie Belrain im Westen.

## Bevölkerungsentwicklung
| Jahr      | 1962 | 1968 | 1990 | 1999 | 2006 | 2015 | 2022 |
| Einwohner | 36   | 41   | 19   | 23   | 29   | 34   | 33   |

Im Jahr 1836 wurde mit 184 Bewohnern die bisher höchste Einwohnerzahl ermittelt. Die Zahlen basieren auf den Daten von cassini.ehess und INSEE.

## Sehenswürdigkeiten

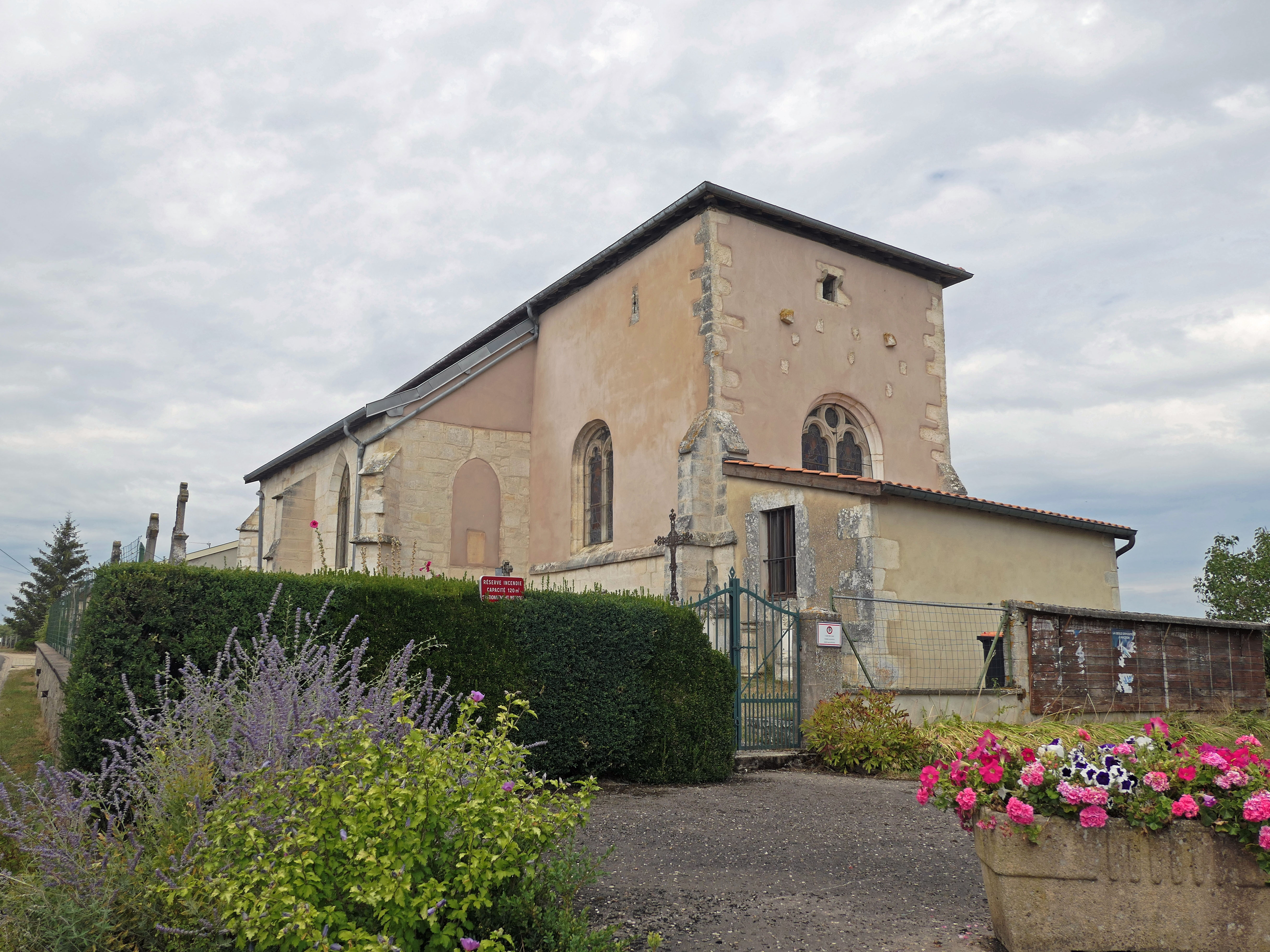
Kirche Saint-Georges

- Kirche Saint-Georges
- zwei Wegkreuze

## Wirtschaft und Infrastruktur
In der Gemeinde Ville-devant-Belrain sind drei Landwirtschaftsbetriebe ansässig (Gemüseanbau, Rinderzucht).
Eineinhalb Kilometer südlich von Ville-devant-Belrain verläuft die Fernstraße D901 von Bar-le-Duc nach Saint-Mihiel. Im 25 Kilometer entfernten Ligny-en-Barrois besteht ein Anschluss an die Autoroute A4 (Paris–Straßburg).

## Belege
1. ↑  Ville-devant-Belrain auf cassini.ehess.fr
2. ↑  Ville-devant-Belrain auf cassini.ehess
3. ↑  Ville-devant-Belrain auf INSEE
4. ↑  Landwirtschaftsbetriebe auf annuaire-mairie.fr (französisch)